# Kazimierz Piwakowski
Kazimierz Piwakowski, ps. „Jelita” (ur. 29 lipca 1889 lub 1892 w Dżurynie, zm. 26 listopada 1960 w Warszawie) – porucznik broni pancernych Wojska Polskiego, działacz niepodległościowy.

## Życiorys
Urodził się 29 lipca 1889 w ówczesnym powiecie jampolskim guberni podolskiej, w rodzinie Hieronima i Michaliny z Kozłowskich.
W czasie I wojny światowej walczył w szeregach II Korpusu Polskiego w Rosji. Wyróżnił się 11 maja 1918 w bitwie pod Kaniowem.
1 czerwca 1921 jako podporucznik pełnił służbę w 1 pułku czołgów, a jego oddziałem macierzystym był 31 pułk piechoty. Z dniem 25 października 1921 został zdemobilizowany. Jako oficer rezerwy został przydzielony do 31 pułku piechoty, a później przeniesiony do 30 pułku piechoty w Warszawie. 8 stycznia 1924 został zatwierdzony w stopniu podporucznika ze starszeństwem z 1 czerwca 1919 i 5097. lokatą w korpusie oficerów rezerwy piechoty. 
Pomimo zwolnienia do rezerwy pozostał w armii jako urzędnik wojskowy X kategorii i pełnił służbę w Dowództwie Okręgu Korpusu Nr VII w Poznaniu. Z dniem 1 marca 1924 prezydent RP przemianował go na oficera zawodowego w stopniu porucznika ze starszeństwem z dniem 1 grudnia 1920 i 64. lokatą w korpusie oficerów piechoty. W tym czasie pełnił służbę w 1 pułku czołgów w Żurawicy, pozostając oficerem nadetatowym 38 pułku piechoty. W czerwcu 1930 został przeniesiony do Dowództwa Broni Pancernych Ministerstwa Spraw Wojskowych w Warszawie na stanowisko referenta. W sierpniu 1931 został przeniesiony do Centrum Wyszkolenia Broni Pancernych w Warszawie. W kwietniu 1933 został przeniesiony do Kierownictwa Zaopatrzenia Technicznego z równoczesnym przeniesieniem z korpusu oficerów piechoty do korpusu oficerów samochodowych. Z dniem 1 grudnia 1934 został przeniesiony do Kadry 8 dywizjonu samochodowego w Bydgoszczy. Z dniem 31 sierpnia 1935 został przeniesiony w stan spoczynku.
Zmarł 26 listopada 1960 w Warszawie i został pochowany na Cmentarzu Wojskowym na Powązkach.
Był żonaty z Irmą z Bolesławskich (1898–1963), odznaczoną Medalem Niepodległości, z którą miał syna i córkę Danutę Zofię Cynk-Borucką (1925–2009).
17 lipca 1951 jego dokumenty z Komitetu Krzyża i Medalu Niepodległości zostały przekazane do Biura Studiów Głównego Zarządu Informacji. Inne materiały personalne były w dyspozycji Biura Studiów GZI od 23 lutego 1949 do 23 lutego 1954.

## Ordery i odznaczenia
- Krzyż Niepodległości – 20 lipca 1932 „za pracę w dziele odzyskania niepodległości”[25][1][26]
- Krzyż Walecznych dwukrotnie[27] (po raz pierwszy „za męstwo i odwagę wykazane w bitwie Kaniowskiej w składzie b. II Korpusu Wschodniego w dniu 11.5.18 r.”[3])
- Srebrny Krzyż Zasługi[19]
- Medal Zwycięstwa[28][29]